# MapBasic
Мапбејсик је програмски језик за стварање додатних алатки и функционалности за Мапинфо профешонал географски информациони систем. Мапбејсик спада у породицу бејсик програмских језика и као основу има наредбе бејсик језика.
Мапбејсик омогућава програмерима развој софтвера коришћењем популарних програмских језика као што су C, C++ и Вижуал бејсик који се заједно са Мапинфо профешоналом ГИС користи за развој географски оријентисаног софтвера, као што је електронско мапирање.